# Matteo Sacchetti, I marchese di Castel Rigattini
Matteo Sacchetti, I marchese di Castel Rigattini (Firenze, 22 aprile 1593 – Roma, 24 luglio 1659), è stato un nobile italiano.

## Biografia
Nato a Firenze nel 1593, Matteo era figlio del ricco mercante Giovanni Battista Sacchetti che dalla città natale era fuggito in opposizione ai Medici ed a Roma aveva trovato fortuna presso la corte papale. Sua madre era la nobile fiorentina Francesca Altoviti che morì di parto quando Matteo aveva appena due anni.
Dopo la morte del padre nel 1620, Matteo si mise in società coi fratelli Alessandro, Marcello (da non confondere con l'omonimo nipote) e Giovanni Francesco acquisendo grandi ricchezze attraverso l'ottenimento dell'appalto per lo sfruttamento delle miniere di allume, elemento necessario per le tinture. A coronamento della posizione che la famiglia aveva raggiunto, suo fratello Giulio Cesare, che aveva intrapreso la carriera ecclesiastica, verrà poi eletto alla porpora cardinalizia da papa Urbano VIII, legandosi indissolubilmente alle fortune della famiglia Barberini con la quale i Sacchetti condividevano la comune origine toscana. Lo stesso Matteo fu dal 1620 al 1623 tesoriere del cardinale Barberini sino a quando egli non venne eletto al soglio pontificio, e questo fatto gli permise di accumulare notevoli ricchezze personali che, assieme alla benevolenza accordatagli dal nuovo pontefice, gli concesse di ottenere il feudo di Castel Rigattini e di annettervi il titolo di marchese dal 1631 La famiglia poté così acquistare Palazzo Sacchetti in via Giulia a Roma.
Morì a Roma nel 1659.

## Matrimonio e figli
Matteo sposò nel 1637 la nobildonna fiorentina Cassandra Ricasoli Rucellai, dalla quale ebbe i seguenti figli:
- Giovanni Battista (9 aprile 1639 - 1688), II marchese di Castel Rigattini poi I marchese di Castelromano, sposò Caterina Acciaiuoli
- Urbano (7 marzo 1640 - 1705), cardinale
- Francesca (5 giugno 1641 - 14 dicembre 1712), sposò nel 1661 Theodolo Carlo Theodoli (1633-1697), marchese di San Vito e Pisoniano[5]
- Maria Virginia (1643 - morta infante)
- Marcello (29 novembre 1644 - 6 ottobre 1720), cavaliere dell’Ordine di Malta, Gran Priore di Lombardia nel 1699 e ambasciatore in Roma.
- Ottavia (16 maggio 1647 - 1679), sposò nel 1667 Filippo di Pietro de' Nerli (1639-1712), II marchese di Rasina
- Camilla Teresa (1650 - 1713), sposò nel 1674 Sigismondo Raggi, patrizio genovese e nobile romano

## Ascendenza
|                                                  |                 |                     | Genitori          |  |  | Nonni |  |  | Bisnonni |  |  | Trisnonni |  |
|                                                  |                 |                     |                   |  |  |       |  |  | …        |  |  | …         |  |
|                                                  |                 |                     |                   |  |  |       |  |  | …        |  |  | …         |  |
|                                                  |                 | …                   |                   |  |  |       |  |  | …        |  |  |           |  |
| Matteo Sacchetti                                 |                 |                     |                   |  |  |       |  |  | …        |  |  |           |  |
|                                                  |                 | …                   | …                 |  |  |       |  |  |          |  |  |           |  |
|                                                  |                 | …                   | …                 |  |  |       |  |  |          |  |  |           |  |
|                                                  |                 | …                   | …                 |  |  |       |  |  |          |  |  |           |  |
| Giovanni Battista Sacchetti                      |                 | …                   |                   |  |  |       |  |  |          |  |  |           |  |
|                                                  |                 | Iacopo Carducci     | Filippo Carducci  |  |  |       |  |  |          |  |  |           |  |
|                                                  |                 | Iacopo Carducci     | Filippo Carducci  |  |  |       |  |  |          |  |  |           |  |
|                                                  |                 | Iacopo Carducci     | …                 |  |  |       |  |  |          |  |  |           |  |
| Nanna Carducci                                   |                 | Iacopo Carducci     |                   |  |  |       |  |  |          |  |  |           |  |
|                                                  |                 | …                   | …                 |  |  |       |  |  |          |  |  |           |  |
|                                                  |                 | …                   | …                 |  |  |       |  |  |          |  |  |           |  |
|                                                  |                 | …                   | …                 |  |  |       |  |  |          |  |  |           |  |
| Matteo Sacchetti, I marchese di Castel Rigattini |                 | …                   |                   |  |  |       |  |  |          |  |  |           |  |
|                                                  | Jacopo Altoviti | Girolamo Altoviti   |                   |  |  |       |  |  |          |  |  |           |  |
|                                                  | Jacopo Altoviti | Girolamo Altoviti   |                   |  |  |       |  |  |          |  |  |           |  |
|                                                  | Jacopo Altoviti | Lucrezia Gucci      |                   |  |  |       |  |  |          |  |  |           |  |
| Alessandro Altoviti                              | Jacopo Altoviti |                     |                   |  |  |       |  |  |          |  |  |           |  |
|                                                  |                 | Lucrezia de' Medici | Jacopo de' Medici |  |  |       |  |  |          |  |  |           |  |
|                                                  |                 | Lucrezia de' Medici | Jacopo de' Medici |  |  |       |  |  |          |  |  |           |  |
|                                                  |                 | Lucrezia de' Medici | ?                 |  |  |       |  |  |          |  |  |           |  |
| Francesca Altoviti                               |                 | Lucrezia de' Medici |                   |  |  |       |  |  |          |  |  |           |  |
|                                                  |                 | Lorenzo Bonsi       | ?                 |  |  |       |  |  |          |  |  |           |  |
|                                                  |                 | Lorenzo Bonsi       | ?                 |  |  |       |  |  |          |  |  |           |  |
|                                                  |                 | Lorenzo Bonsi       | ?                 |  |  |       |  |  |          |  |  |           |  |
| Alessandra Bonsi                                 |                 | Lorenzo Bonsi       |                   |  |  |       |  |  |          |  |  |           |  |
|                                                  |                 | ?                   | ?                 |  |  |       |  |  |          |  |  |           |  |
|                                                  |                 | ?                   | ?                 |  |  |       |  |  |          |  |  |           |  |
|                                                  |                 | ?                   | ?                 |  |  |       |  |  |          |  |  |           |  |
|                                                  |                 | ?                   |                   |  |  |       |  |  |          |  |  |           |  |